# Aspidosperma megalocarpon
Aspidosperma megalocarpon là một loài thực vật thuộc họ Apocynaceae. Loài này có ở Belize, Colombia, Ecuador, El Salvador, Guatemala, Honduras, México, Nicaragua, Panama, Suriname, và Venezuela.